# Barbezieux (Huhn)
Die Hühnerrasse Barbezieux wurde nach der gleichnamigen französischen Stadt Barbezieux im Département Charente-Maritime benannt und weist eine außergewöhnliche Größe und Fleischqualität auf. Sie wird lediglich innerhalb der französischen und belgischen Standards anerkannt.

## Merkmale
Unter den europäischen Hühnern gehört die Rasse zu den allergrößten und wird als Fleischrasse sehr geschätzt. Aufgrund der reichlichen Eierproduktion (170–200 Eier p. a.) kann auch von einer Zweinutzungsrasse gesprochen werden. Auffällig ist außerdem das Eiergewicht, oft über 100 g pro Ei. Es gibt lediglich den schwarzen Farbschlag.

## Ursprung
Die Rasse ist eng mit dem Ursprungsgebiet verbunden und ist wahrscheinlich verwandt mit dem Marans aus der Nachbarregion. Möglicherweise ist es auch spanischen Ursprungs. Einige Autoren, nicht nur Edward Brown, ordnen es den spanischen statt der französischen Rassen zu. Während einer Geflügelschau in Paris 1860 wurde ein Barbezieux mit dem ersten Preis gekürt. 1907 wurde ein französischer Standard offiziell genehmigt. Nach dem Ersten Weltkrieg kam es zu einem starken Rückgang der Tierbestände durch die Konkurrenz der kommerziellen Fleischrassen.
Die Rasse wurde am Ende des 20. Jahrhunderts als ausgestorben betrachtet. Die Barbezieux, welche momentan noch vorhanden sind, gehen aus einem einzelnen Stamm hervor. Aufgrund mehrerer äußerlichen Merkmale wird vermutet, dass die heutigen Tiere zwar phenotypisch mit den ursprünglichen Barbezieux übereinstimmen, jedoch nicht unbedingt aus genotypischer Sicht.

## Fleisch
Insbesondere die Kapaunen der Barbezieux waren in der Vergangenheit eine Delikatesse und wurden ausdrücklich durch den französischen Gastronomen JeanAnthelme Brillat-Savarin gerühmt.

## Sondervereine
- Poule de Barbezieux – Club de France à Barbezieux, gegründet 1997
- Association de sauvegarde de la poule de Barbezieux  à Chalais

## Nachweise und weiterführende Literatur
1. ↑  Auflistung der 2016 anerkannten Großhühnerrassen der Entente Européenne auf entente-ee.com (Memento des Originals vom 27. Januar 2019 im Internet Archive)  Info: Der Archivlink wurde automatisch eingesetzt und noch nicht geprüft. Bitte prüfe Original- und Archivlink gemäß Anleitung und entferne dann diesen Hinweis., aufgerufen am 11. Februar 2019
2. ↑  Informationen auf marans-unkert.de (Memento des Originals vom 12. Februar 2019 im Internet Archive)  Info: Der Archivlink wurde automatisch eingesetzt und noch nicht geprüft. Bitte prüfe Original- und Archivlink gemäß Anleitung und entferne dann diesen Hinweis., aufgerufen am 11. Februar 2019
3. 1 2  
Bruno Dürigen: Die Geflügelzucht. Hand- und Lehrbuch der Rassenkunde, Zucht, Pflege und Haltung von Haus-, Hof- und Parkgeflügel. 4. und 5., neubearbeitete Auflage. Band 1: Arten und Rassen. Hand- und Lehrbuch der Rassenkunde, Zucht, Pflege und Haltung von Haus-, Hof- und Parkgeflügel, Berlin 1923, Barbezieux, S. 138 (Hathi Trust [abgerufen am 4. März 2019]).
4. ↑  
Rüdiger Wandelt, Josef Wolters: Handbuch der Hühnerrassen. die Hühnerrassen der Welt. Verlag Wolters, Bottrop 1996, ISBN 3-9801504-5-3, Barbezieux, S. 154.
5. ↑  
Edward Brown: Races of domestic poultry. Arnold, London 1906, OCLC 4614160, doi:10.5962/bhl.title.39895 (englisch).
  - Spanish Races of Fowls, S. 99ff.
  - Barbezieux, S. 109f.
6. ↑  Société archéologique, historique et littéraire de Barbezieux: 1900–2000. Barbezieux, dans la traversée du vingtième siècle, Barbezieux 2011
7. ↑  Françoise Barbin-Lecrevisse: Charentes Gourmandes, Edition Sud Ouest, 2013